# Betuloxys takecallis
Betuloxys takecallis är en stekelart som först beskrevs av Jaroslav Stary 1978.  Betuloxys takecallis ingår i släktet Betuloxys och familjen bracksteklar. Inga underarter finns listade.